# Людвик Ґедлек
Людвик Ґедлек (також Людовик Ґедлек; 30 червня 1847, Краків — 15 лютого 1904, Відень) — польський художник.
Ґедлек вихованець Краківської та Віденської академій мистецтв, писав історичний живопис та жанрові полотна. Декілька його картин присвячені українським козакам. Роботи Ґедлека є у Національному музеї у Варшаві, Львівській галереї мистецтв, Польському музеї в Чикаго.

## Козацька тематика у творчості Л. Ґедлека

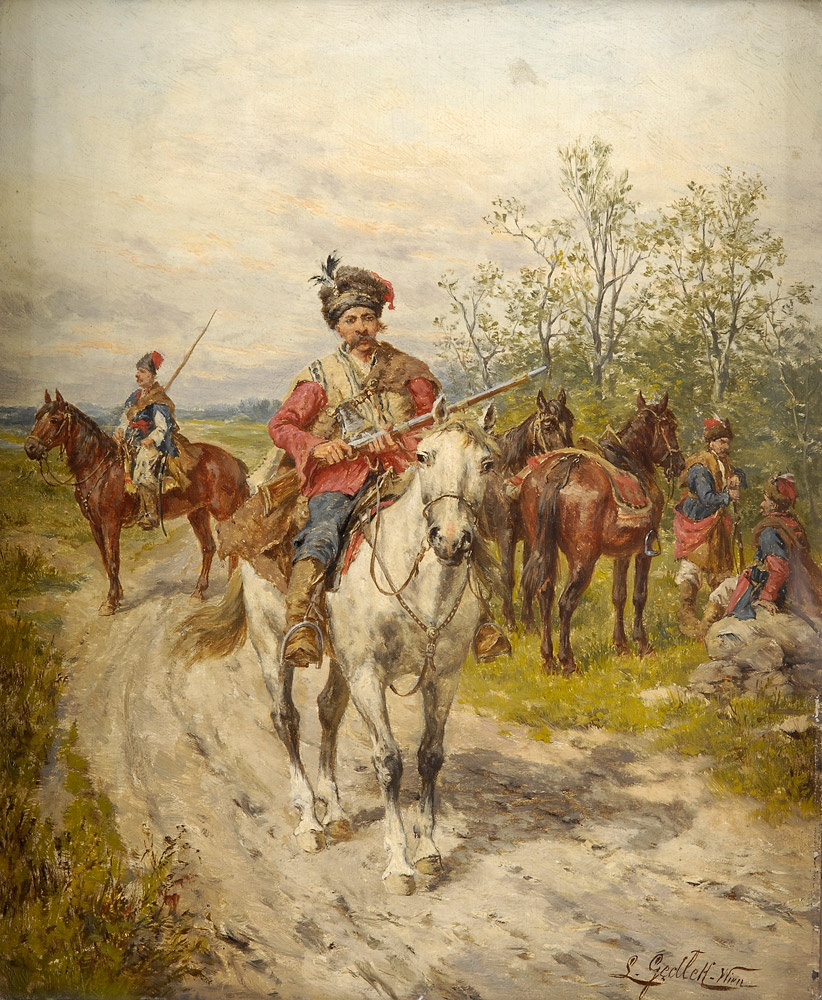
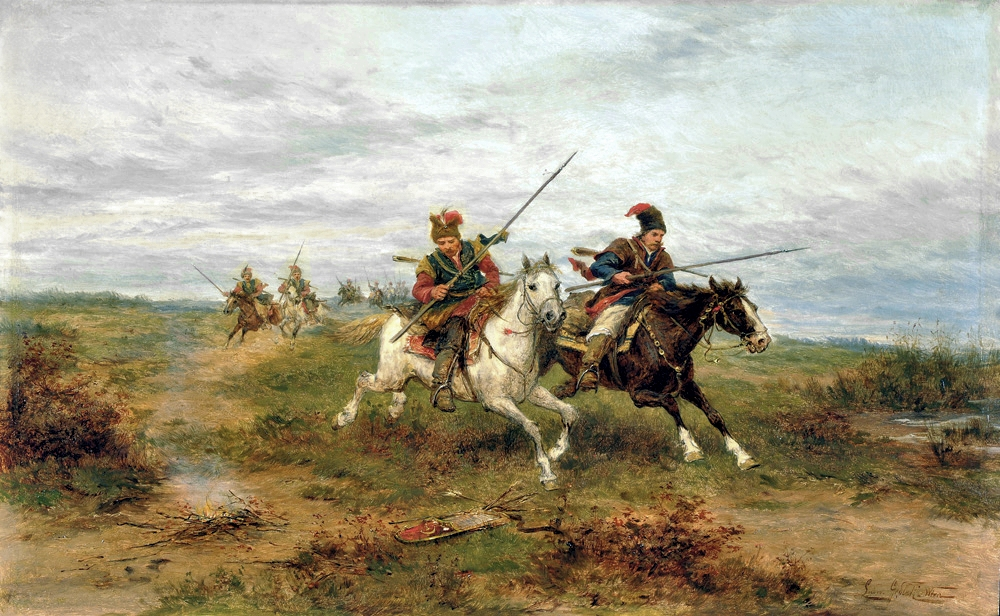